# 康坎
贡根或称贡根海岸（Konkan Coast），为阿拉伯海沿海平原，涵盖整个印度西海岸地区，从赖加尔至门格洛尔，以及孟买地区和塔那整个区域。居于贡根地区原住民及其后裔称为贡根人，大部分讲属印欧语系的贡根語。

## 地域范围

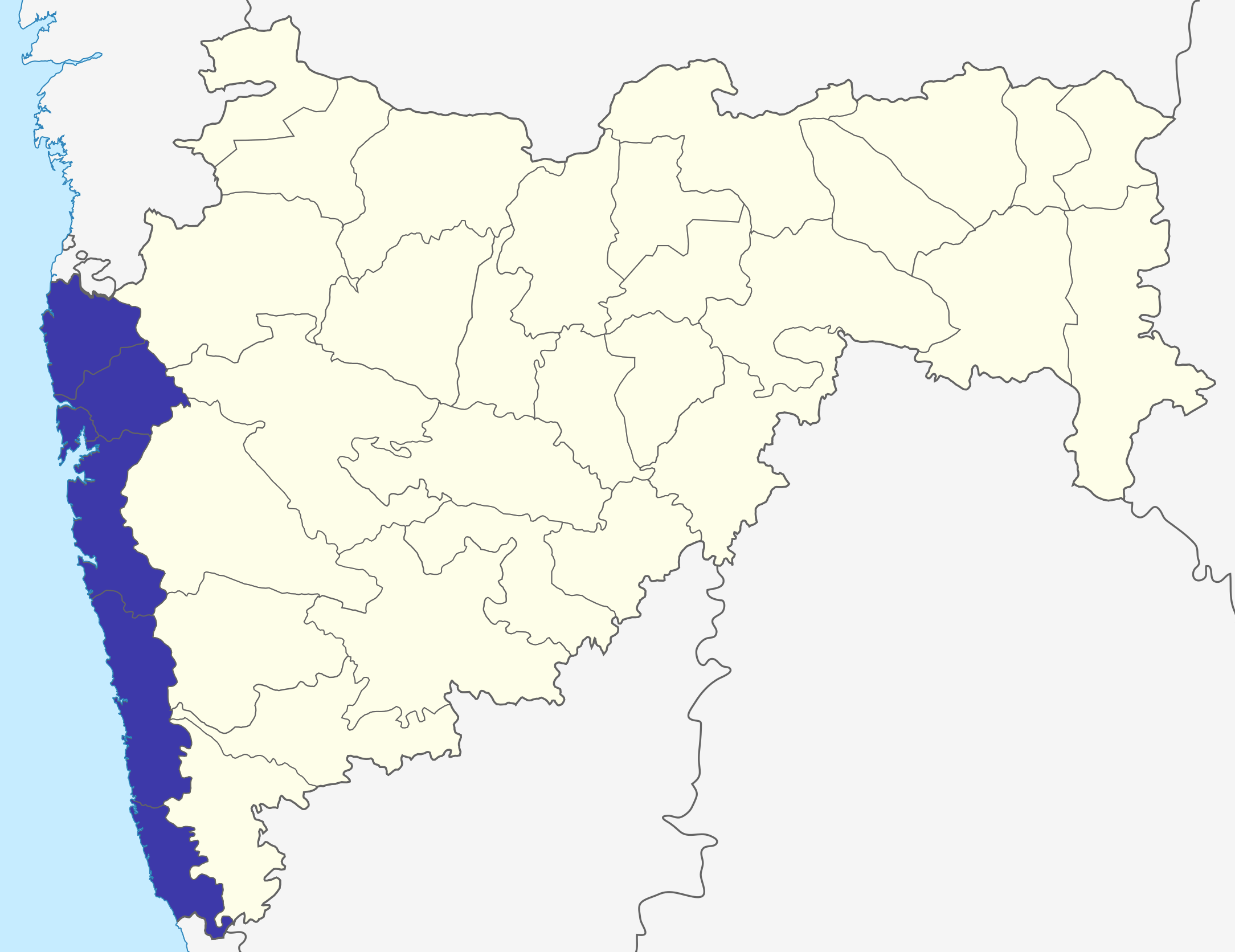
贡根专区在马哈拉施特拉邦位置

贡根地区的范围大致包括马哈拉施特拉邦所属塔纳、勒德纳吉里和辛杜杜尔格三县，果阿邦，卡纳塔克邦南部和北部北卡纳达、乌杜皮、达克希纳卡纳达三县，另外，孟买和门格洛尔地理上属于贡根地区。

## 贡根专区
贡根专区为马哈拉施特拉邦行政区划，包括马哈拉施特拉邦沿海县和孟买，分别是孟买市、孟买县、賴加德縣、勒德纳吉里县、辛杜杜尔格县和塔納縣共计6个行政单位。全区面积30,746平方公里，人口24,807,357人(2001年)。